# Sportpark De Dennen
Sportpark De Dennen is een sportcomplex in de Nederlandse stad Nijmegen, waar amateurvoetbalclub Quick 1888 haar wedstrijden speelt. Het bestaat onder andere uit een sporthal, vijf velden en vanaf juli 2012 ook een kunstgrasveld.

## Geschiedenis
Vanwege nieuwbouw aan de Hazenkampeseweg waar het stadion van Quick lag moest de club met tegenzin uitkijken naar een nieuwe plek. Tussen 1957 en 1960 werd Sportpark De Dennen aangelegd, en op 12 september 1960 door burgemeester Charles Hustinx officieel geopend. Vanaf dit moment speelde Quick haar thuiswedstrijden hier.

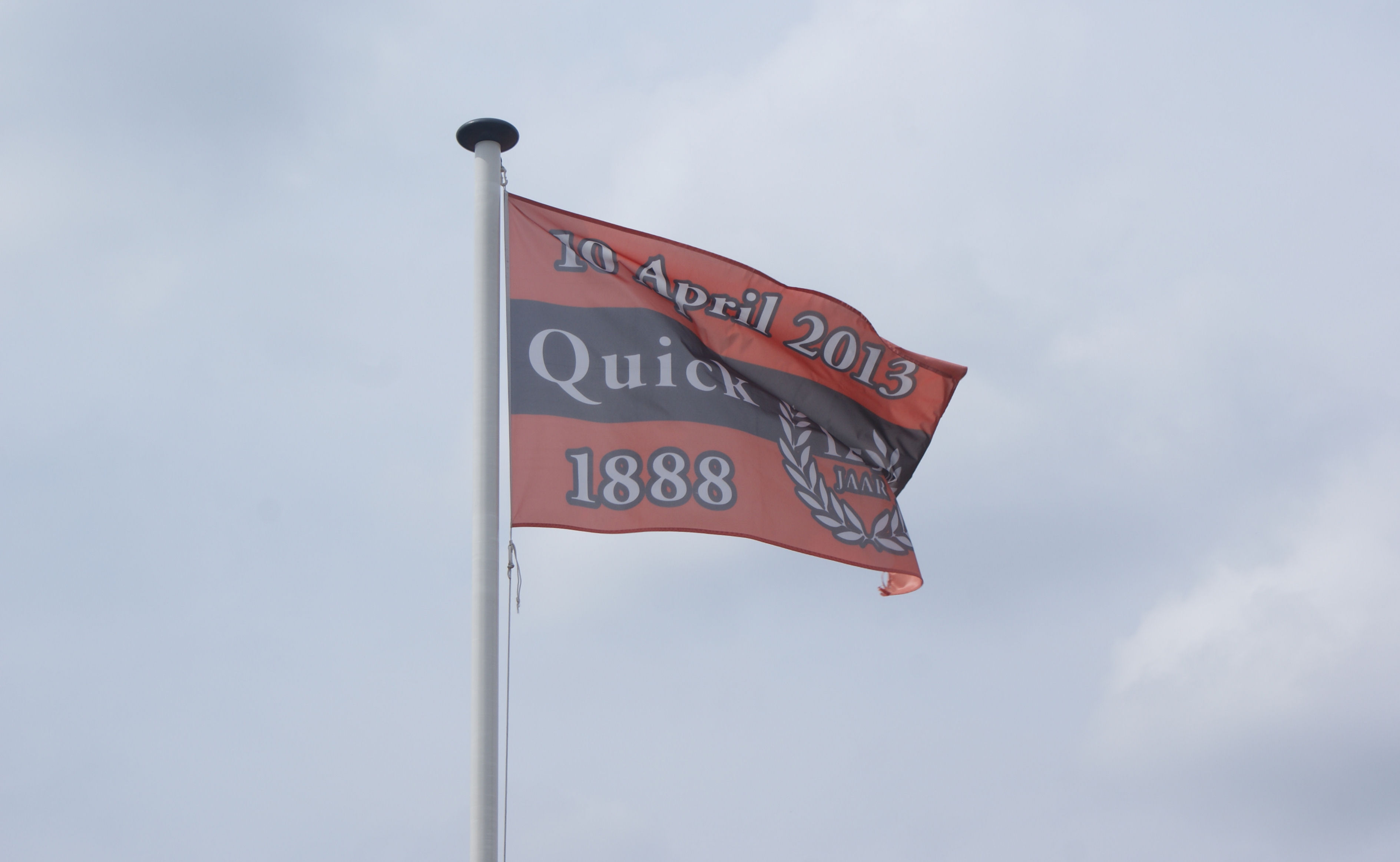
Quick 1888 Sportpark De Dennen

### 1965 De toegangspoort

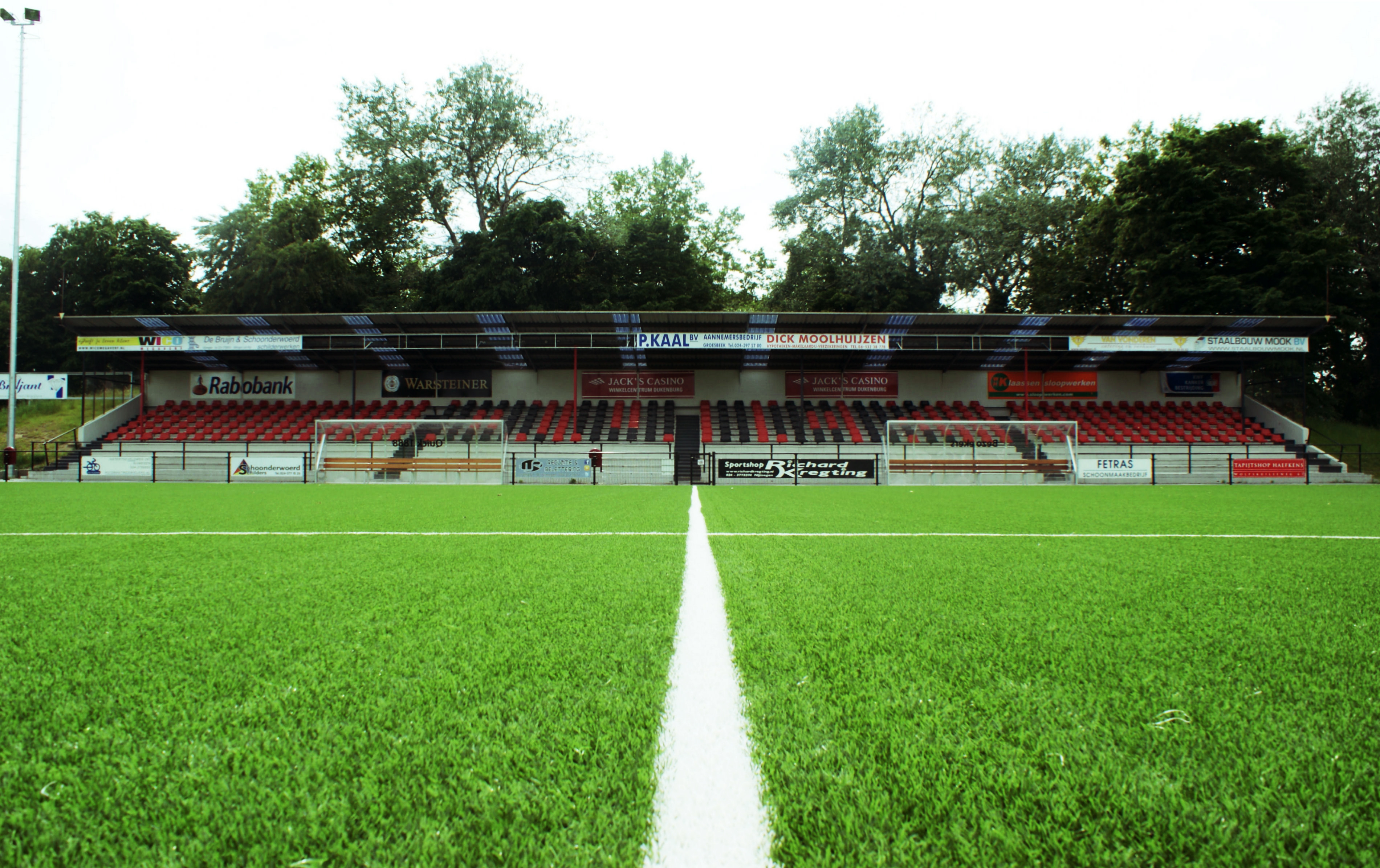
Sportpark De Dennen Hoofdtribune Quick 1888

In september 1965 kreeg Quick van de supportersvereniging een officiële toegangspoort aangeboden, met de tekst "Sportpark De Dennen". Deze poort is nog altijd te vinden bij de hoofdingang.

### 1970 De verplaatsing

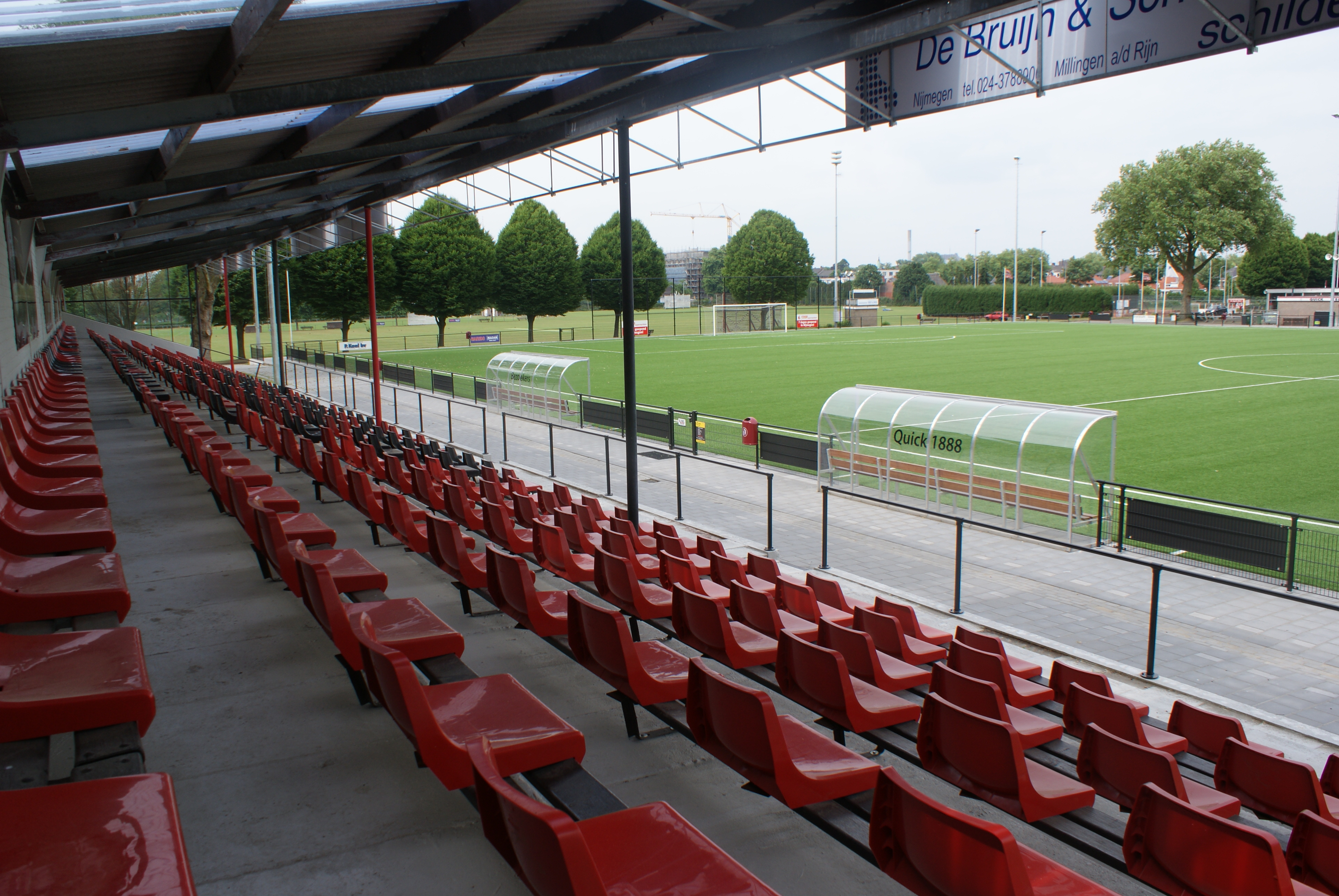
Hoofdtribune

In 1970 wilde de gemeente Nijmegen een uitgaande weg aanleggen richting Dukenburg. Het hoofdveld en het tweede speelveld van het sportpark De Dennen lagen echter precies op de route van de geplande weg. Uiteindelijk zijn beide velden opgeschoven naar de plek waar ze nu liggen. Het gevolg was dat de hoofdtribune en parkeerplaatsen verplaatst moesten worden. De open zittribune werd niet verplaatst gezien de teruglopende belangstelling voor het voetbal. Daarom staat deze tribune nog altijd niet op één lijn met de huidige ligging van het hoofdveld.

### 1987 Een eigen sporthal

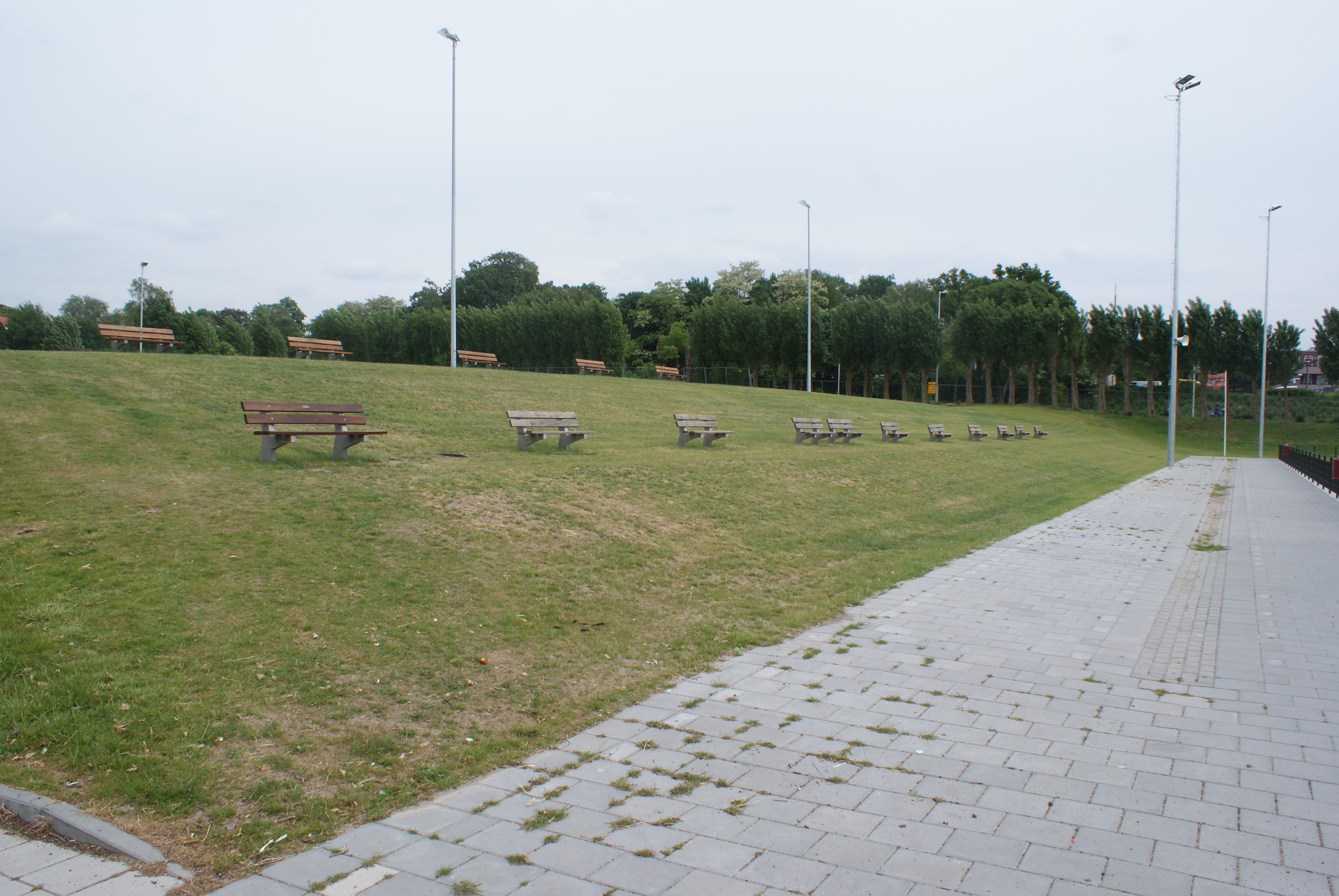
Noord Tribune

In 1987 werd Sportpark De Dennen BV opgericht met als doel onder andere een eigen sporthal te realiseren ter gelegenheid van het 100-jarig bestaan. Deze werd in 1989 opgeleverd en kreeg de naam O.C. Huisman-Hal, vernoemd naar de voormalige voorzitter die een van de grote voorvechters van de NVCT en AV Quick was.

### 2003 Trainingen N.E.C.

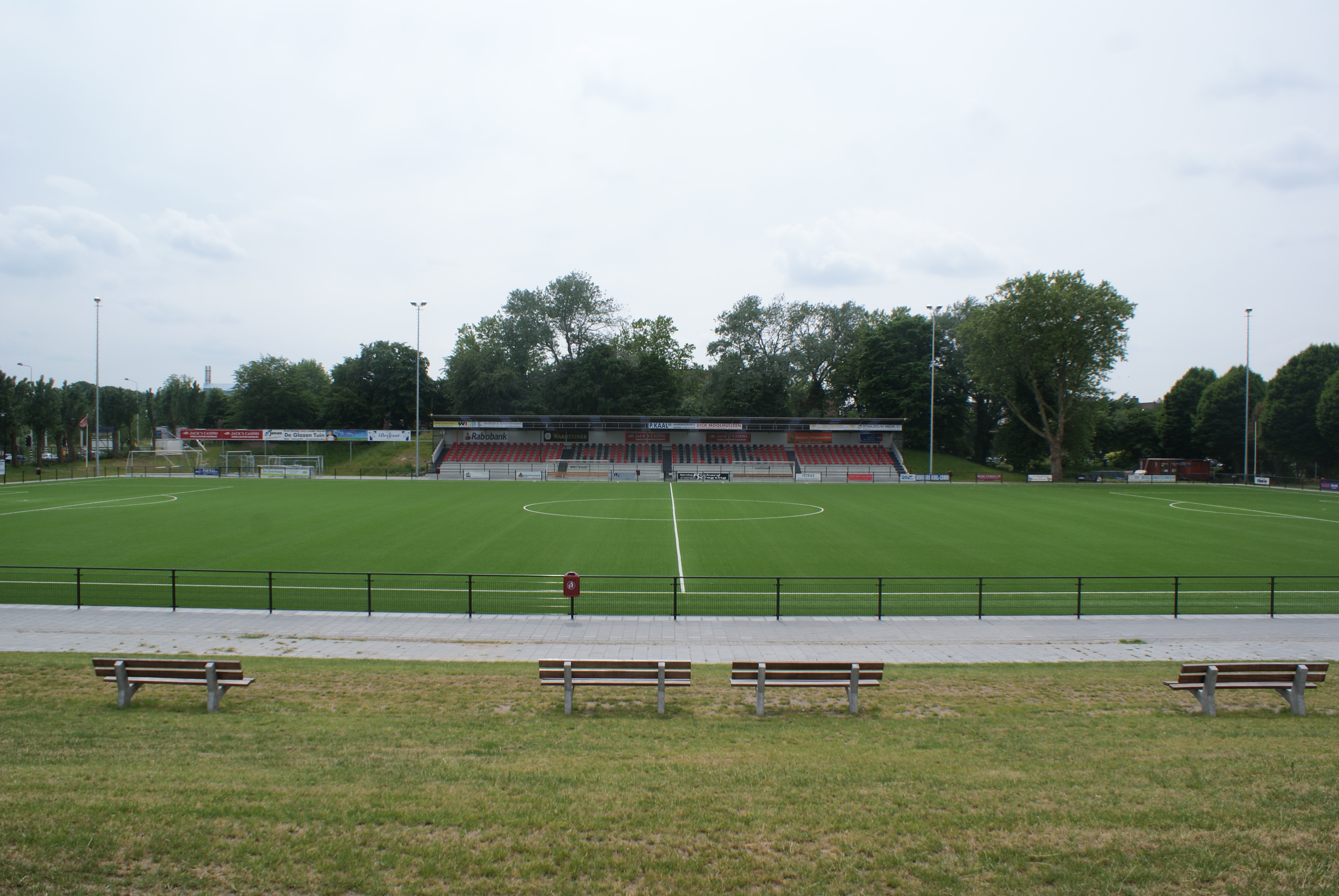
Zicht vanaf de Noordtribune tweede ring)

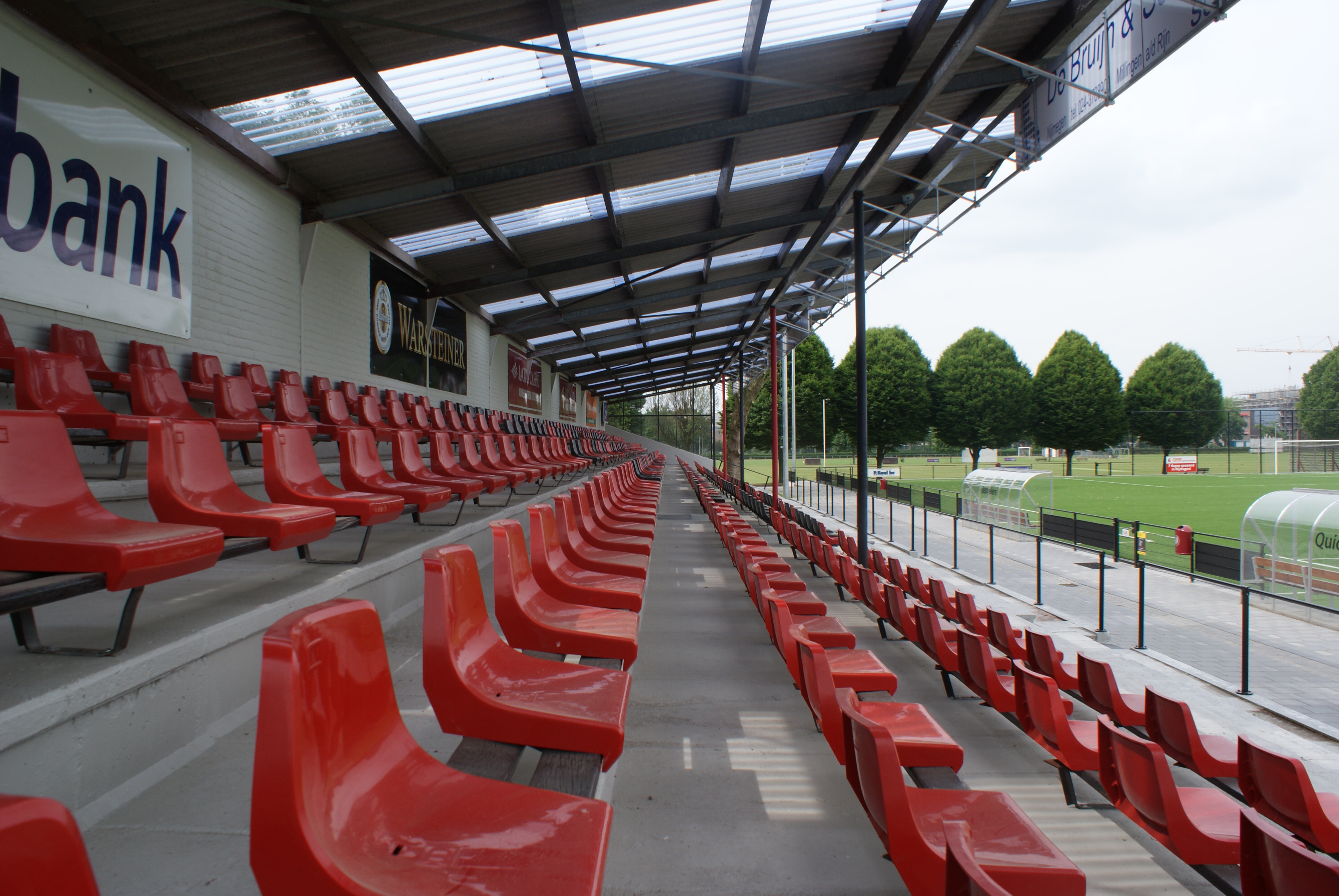
Hoofdtribune

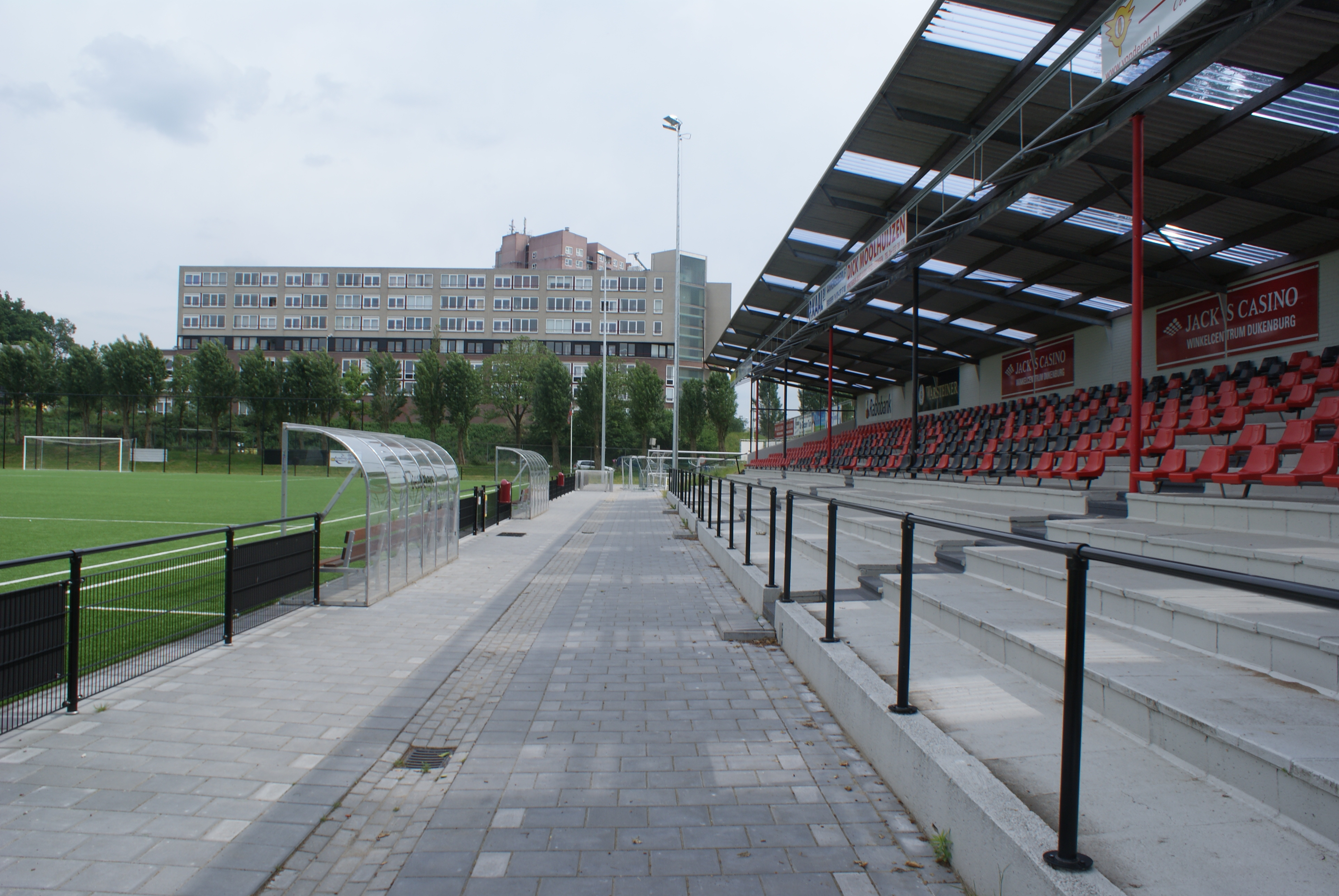
Sportpark De Dennen (30)

Rond het jaar 2003 werd het trainingscomplex van grote buur N.E.C. gerenoveerd en dus moest de club op zoek naar een nieuwe (tijdelijke) trainingsaccommodatie. Dit werd uiteindelijk Sportpark De Dennen van Quick. Toen N.E.C. weer was teruggekeerd op haar eigen trainingscomplex speelden beide clubs een jaarlijkse oefenwedstrijd in de voorbereiding op het nieuwe seizoen. Inmiddels gebeurt dit niet meer.

### 2010 Voorstel tot metamorfose complex

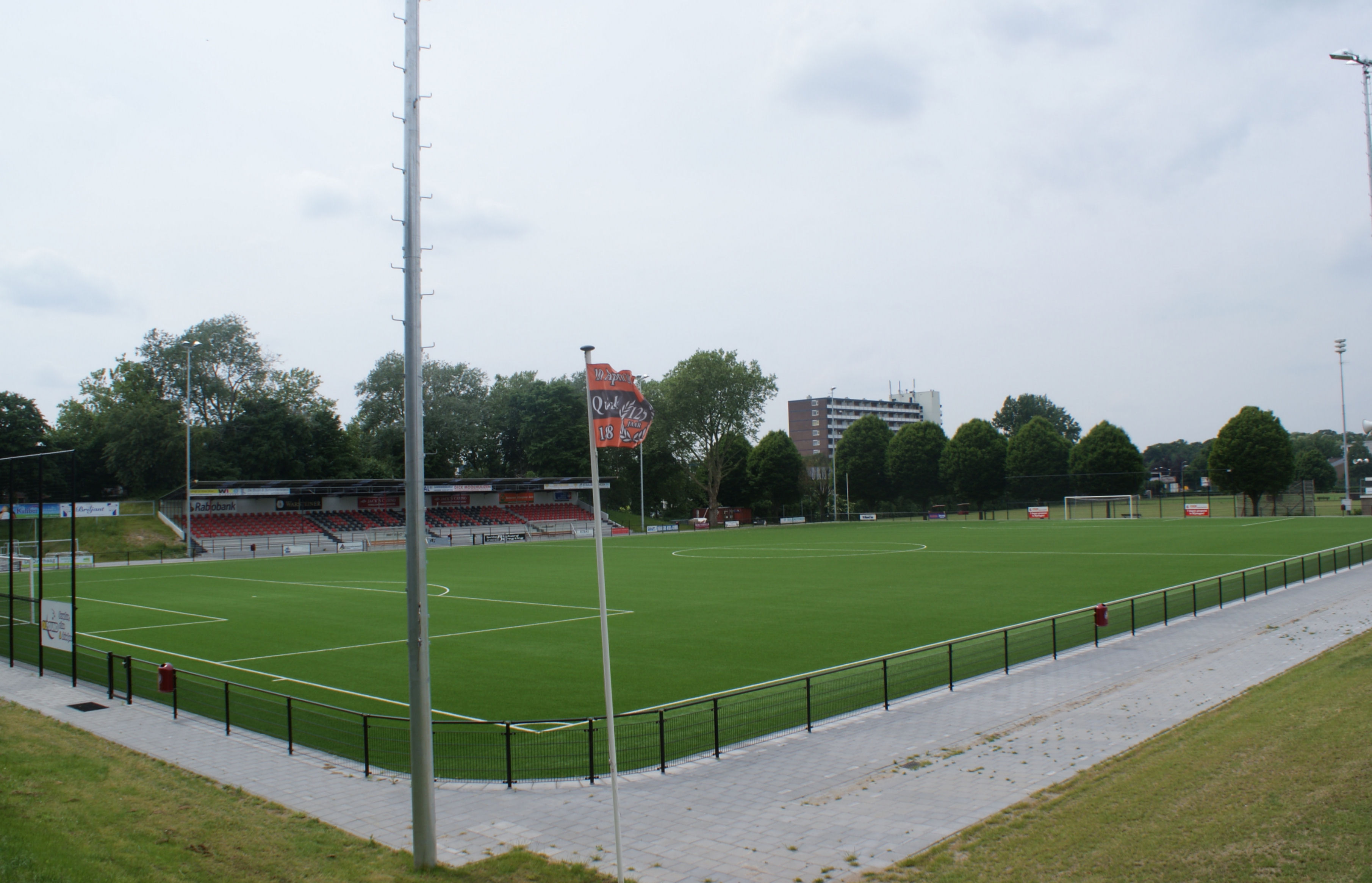
Quick 1888 Stadion De Dennen

Quick heeft vijf velden op haar complex. Een voorstel van onder andere scholen, woningcorporaties en Quick wil het aantal velden terugbrengen tot drie. Dit schept ruimte voor een nieuwe school: het Kandinsky, die gespecialiseerd is in sport en beweging en nu nog in Molenhoek staat. Naast dit 'SportCollege Nijmegen' wordt ruimte gemaakt voor twee praktijkscholen, De Zonnegaard en Joannes. Dit worden geen partners. Dan is er nog het bouwplan voor een woonwijk. Die willen woningcorporaties Talis en Standvast uit de grond stampen op een andere hoek van het terrein. Het levert het benodigde geld op om bijvoorbeeld de Quicksporthal voor badmintonners en bowlers op te knappen en uit te breiden.

### 2012 Renovatie Sportpark De Dennen
Vanaf 2012 wordt het complex van Quick gerenoveerd. Zo krijgt de club een kunstgrasmat op het hoofdveld en zijn alle onoverdekte tribunes verwijderd. De huidige hoofdtribune zal een opknapbeurt krijgen en onder andere ook nieuwe stoeltjes. Quick hoopt op nog meer geld van de gemeente om ook de sporthal, kleedruimtes en clubhuis een opknapbeurt te geven. Het aantal nieuwe jonge voetballers is voor het eerst in lange tijd gestegen ten opzichte van het jaar daarvoor. Quick hoopt hiermee op een nieuwe start. In 2013 bestaat de club 125 jaar.

## Huidige accommodatie
De huidige accommodatie bevat de volgende onderdelen:
- Drie speelvelden waarvan één verlicht kunstgrasveld
- Eén verlicht trainingsveld
- Overdekte zittribune (435 zitplaatsen)
- Clubhuis
- Kleedkamers
- Sporthal
- Twee tennisvelden